# Cannabis na Espanha

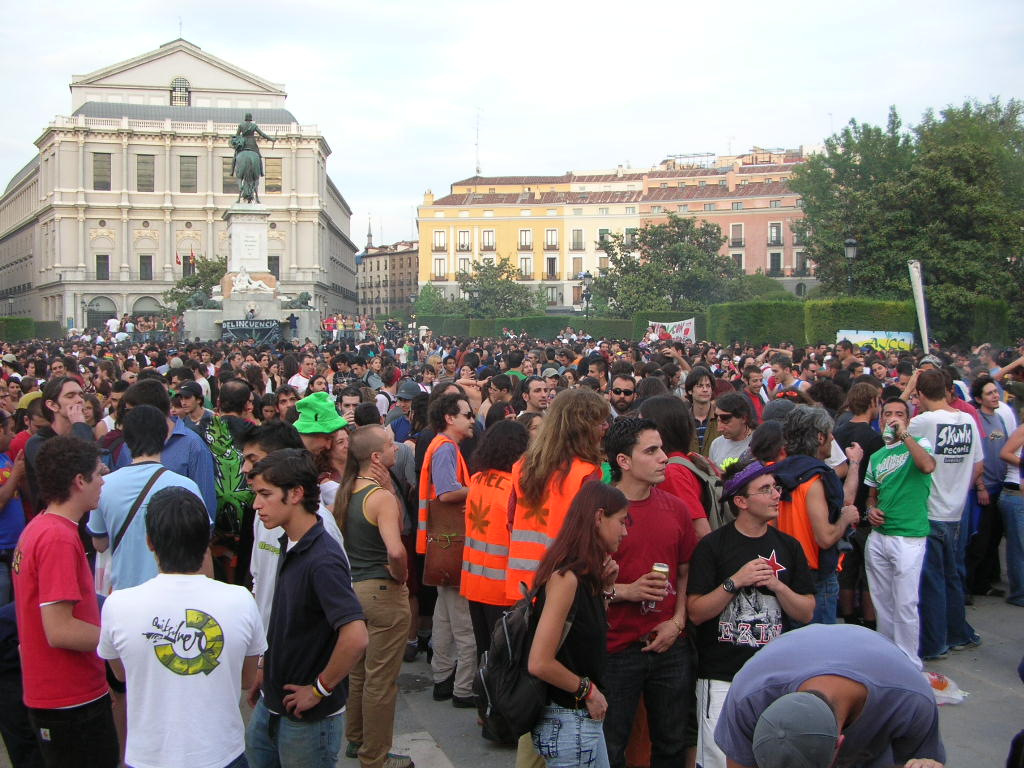
Million Marijuana March, 2005, Madrid

Em 14 de novembro de 2006, na Espanha, a Izquierda Unida propôs uma modificação na Lei José Luis Corcuera (Lei Orgánica 1/92 de 21 de fevereiro, de protección de la seguridad ciudadana), no qual é aberto uma discussão em determinados casos, ao invés da punição arbitrária.